# 밀랍

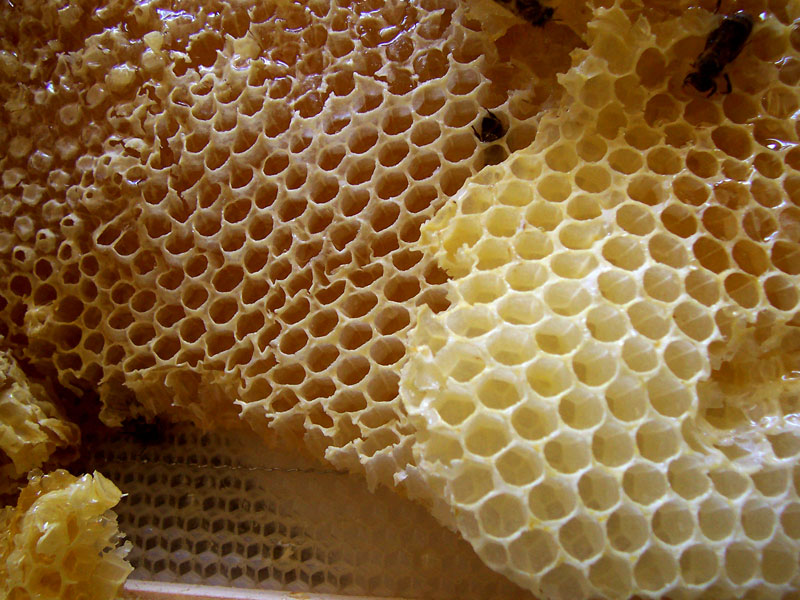
벌집 왁스 복합체

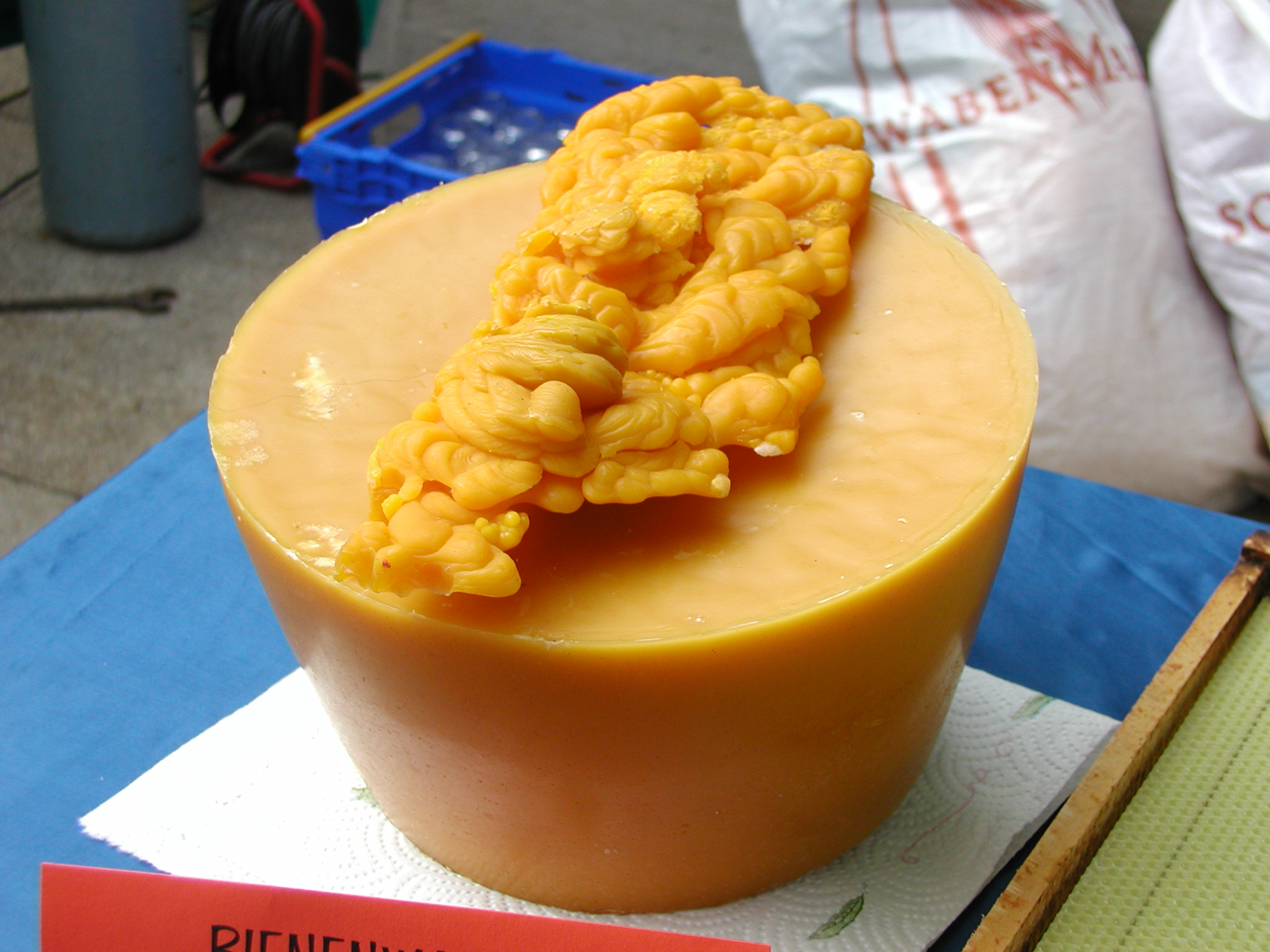
밀랍 케이크

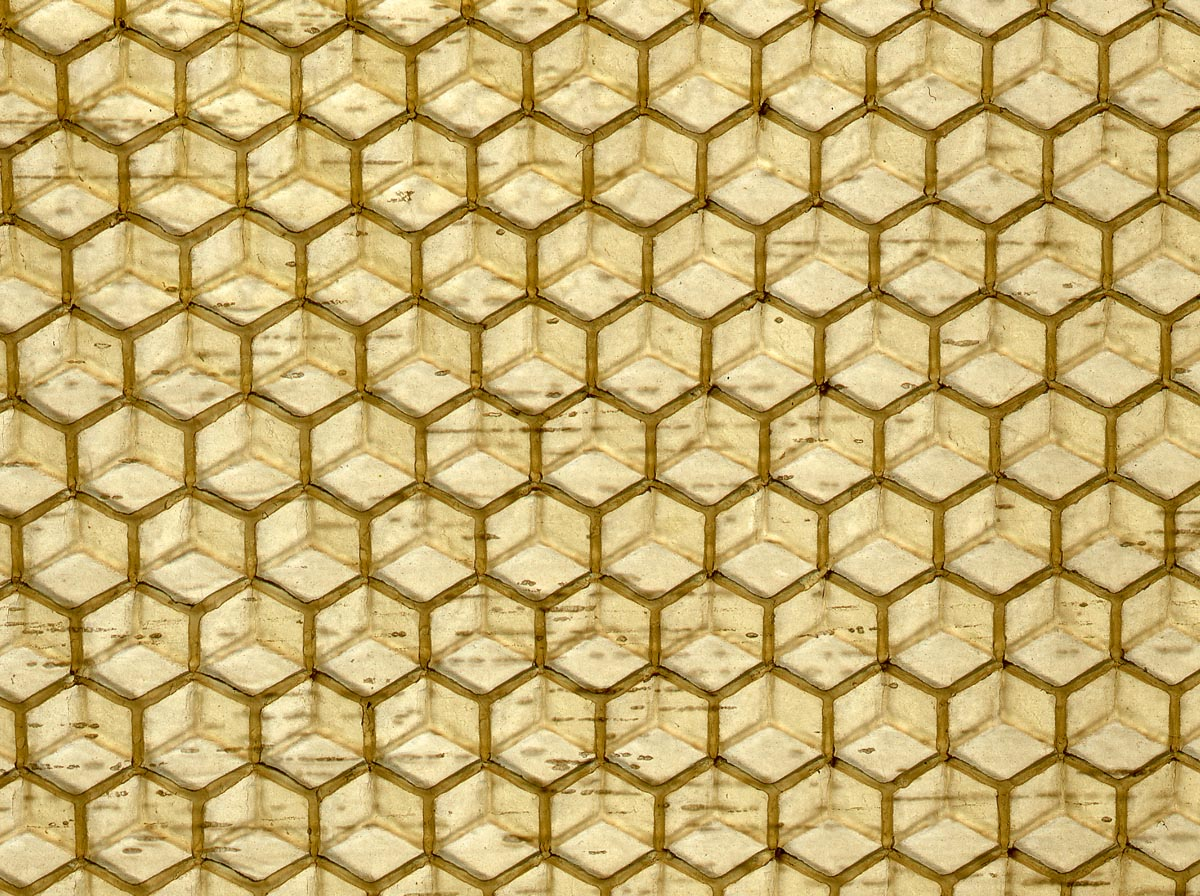
패턴 금속 롤러 사이에 밀랍을 눌러 만든 상업용 벌집 기초

밀랍 (蜜蠟, Beeswax)라고도 함)은 꿀벌속의 꿀벌이 생산하는 천연 왁스이다. 이 왁스는 일벌의 복부 마디에 있는 8개의 왁스 생산 샘에서 비늘 형태로 형성되어 벌집 안이나 주변에 버려진다. 벌집 일벌은 이를 수집하여 벌집 내에서 벌꿀 저장과 유충 및 번데기 보호를 위한 방을 만든다. 화학적으로 밀랍은 주로 지방산과 다양한 긴사슬 알코올의 에스터로 구성되어 있다.
밀랍은 선사시대부터 최초의 플라스틱으로, 윤활유 및 방수제로, 금속 및 유리의 밀랍 주조에, 나무 및 가죽 광택제로, 양초 제작에, 화장품 성분으로, 유화의 예술 매체로 사용되어 왔다.
밀랍은 식용 가능하며, 식물 왁스와 유사하게 무시할 수 있는 독성도를 가지고 있으며, 대부분의 국가와 유럽 연합에서 E 번호 E901로 식품 사용이 승인되어 있다. 그러나 인체 소화 시스템에 의해 분해되지 않기 때문에 영양 가치는 미미하다.

## 생산
밀랍은 일벌이 복부 마디 4~7번의 흉골 (몸의 각 마디의 배쪽 방패 또는 판) 안쪽 면에 있는 8개의 왁스 생산 거울 샘에서 분비하여 형성된다. 이 왁스 샘의 크기는 일벌의 나이에 따라 다르며, 여러 번의 비행 후에 이 샘들은 점차적으로 위축되기 시작한다.

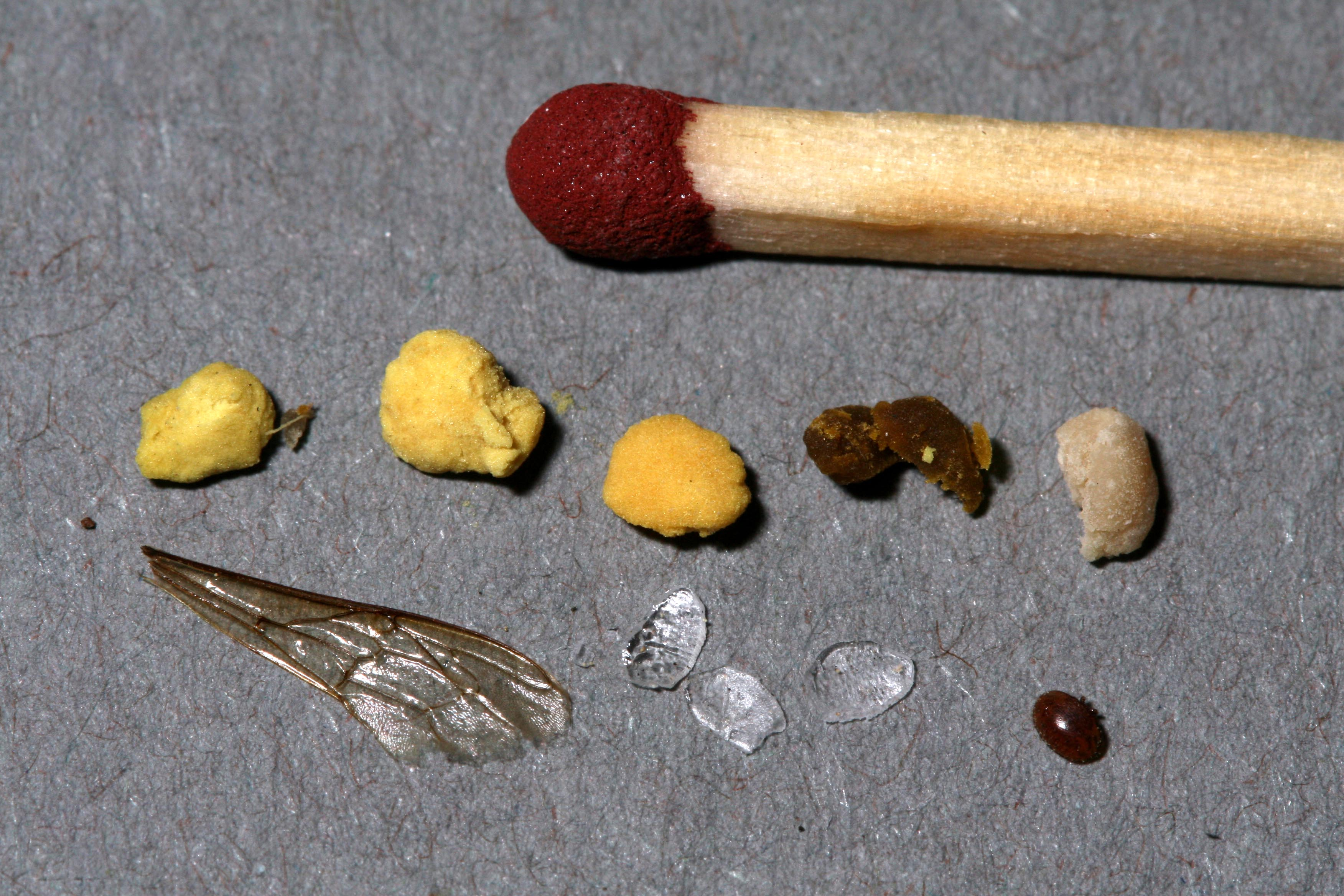
신선한 왁스 비늘 (하단 중간 줄)

새로운 왁스는 처음에는 유리처럼 투명하고 무색이지만, 벌집 일벌에 의해 씹기와 꽃가루 오염을 거쳐 불투명해지며, 꽃가루 기름과 프로폴리스가 통합되면서 점차 노란색이나 갈색을 띠게 된다. 왁스 비늘은 너비가 약 three 밀리미터 (0.12 in)이고 두께가 0.1 mm (0.0039 in)이며, 1그램의 왁스를 만드는 데 약 1100개가 필요하다. 일벌은 밀랍을 사용하여 벌집 방을 짓는다. 왁스를 만드는 벌들이 왁스를 분비하기 위해서는 벌집 내 주변 온도가 33 to 36 °C (91 to 97 °F)여야 한다.
『밀랍 생산, 수확, 가공 및 제품』이라는 책에서는 밀랍 one 킬로그램 (2.2 lb)이 벌꿀 22 kg (49 lb)을 저장하는 데 충분하다고 제시한다.:41 또 다른 연구에서는 왁스 one 킬로그램 (2.2 lb)이 벌꿀 24 to 30 kg (53 to 66 lb)을 저장할 수 있다고 추정했다.
벌꿀의 설탕은 왁스 샘과 관련된 지방 세포에서 밀랍으로 대사된다. 벌이 왁스를 생산하는 데 사용하는 벌꿀의 양은 정확히 밝혀지지 않았지만, 1946년 휘트컴의 실험에 따르면 벌꿀 6.66 to 8.80 kg (14.7 to 19.4 lb)으로 왁스 one 킬로그램 (2.2 lb)을 얻을 수 있다.:35

## 가공

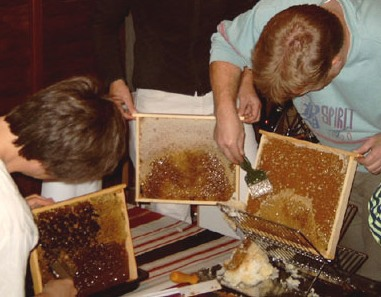
벌꿀 벌집의 밀랍 뚜껑 제거

인간이 사용하는 제품으로서의 밀랍은 벌꿀 추출 과정에서 벌집에서 잘라낸 뚜껑, 폐기된 오래된 벌집, 또는 벌통에서 제거된 불필요한 버르콤과 브레이스콤에서 얻을 수 있다. 색깔은 거의 흰색부터 갈색까지 다양하지만, 순도, 지역, 벌이 수집한 꽃의 종류에 따라 대부분 노란색을 띤다. 애벌레집의 왁스는 벌꿀집의 왁스보다 색깔이 더 어두운 경향이 있는데, 이는 불순물이 애벌레집에 더 빨리 축적되기 때문이다. 불순물 때문에 왁스는 추가 사용 전에 정제되어야 한다. 남은 찌꺼기는 슬럼검이라고 불리며, 오래된 번식 쓰레기 (번데기 껍질, 고치, 허물 벗은 유충 껍질 등), 벌 배설물, 프로폴리스, 그리고 일반적인 쓰레기에서 유래한다.
왁스는 물에 가열하여 더욱 정제할 수 있다. 석유 왁스와 마찬가지로, 실온에서 더 가공하기 쉽게 하기 위해 광물유나 식물성 기름으로 희석하여 부드럽게 만들 수 있다.

## 물리적 특성
| 왁스 함량 종류        | 비율 |
| --------------------- | ---- |
| 탄화수소              | 14   |
| 모노에스터            | 35   |
| 다이에스터            | 14   |
| 트라이에스터          | 3    |
| 하이드록시 모노에스터 | 4    |
| 하이드록시 폴리에스터 | 8    |
| 산 에스터             | 1    |
| 산 폴리에스터         | 2    |
| 유리 지방산           | 12   |
| 유리 지방 알코올      | 1    |
| 미확인                | 6    |

밀랍은 실온에서 향기로운 고체이다. 색깔은 옅은 노란색, 중간 노란색, 또는 짙은 갈색, 흰색이다. 밀랍은 여러 화합물의 혼합물로 형성된 단단한 왁스이다.
밀랍은 상대적으로 낮은 녹는점 범위인 62 to 64 °C (144 to 147 °F)를 가진다. 밀랍을 85 °C (185 °F) 이상으로 가열하면 변색이 일어난다. 밀랍의 인화점은 204.4 °C (399.9 °F)이다.
천연 밀랍은 차가울 때 부서지기 쉬우며, 그 파단면은 건조하고 입자 모양이다. 실온 (일반적으로 약 20 °C (68 °F)로 간주됨)에서는 끈적끈적하며, 사람의 체온 (37 °C (99 °F))에서는 더욱 부드러워진다.

## 화학적 조성

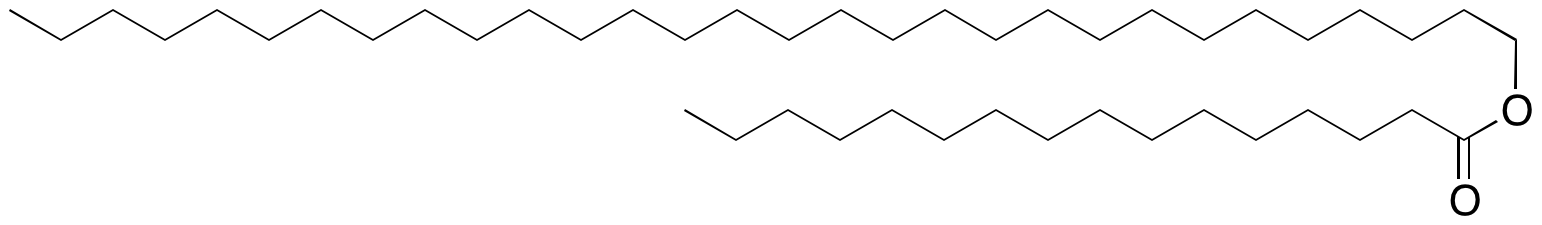
트리아콘타닐 팔미테이트는 왁스 에스터의 일종으로 밀랍의 주요 성분이다.

밀랍의 대략적인 구조식은 C15H31COOC30H61이다. 주요 구성 성분은 장쇄 (탄소 원자 30~32개) 지방족 알코올의 팔미테이트, 팔미톨레산염, 올레산염 에스터이며, 두 가지 주요 구성 성분인 트리아콘타닐-팔미테이트 CH3(CH2)29O-CO-(CH2)14CH3와 세로트산 CH3(CH2)24COOH의 비율은 6:1이다. 밀랍은 일반적으로 유럽형과 동양형으로 분류될 수 있다. 비누화값은 유럽 밀랍의 경우 낮고(3–5), 동양형의 경우 높다(8–9). 분석적 특성화는 고온 기체 크로마토그래피로 수행할 수 있다.

## 불순물 혼입

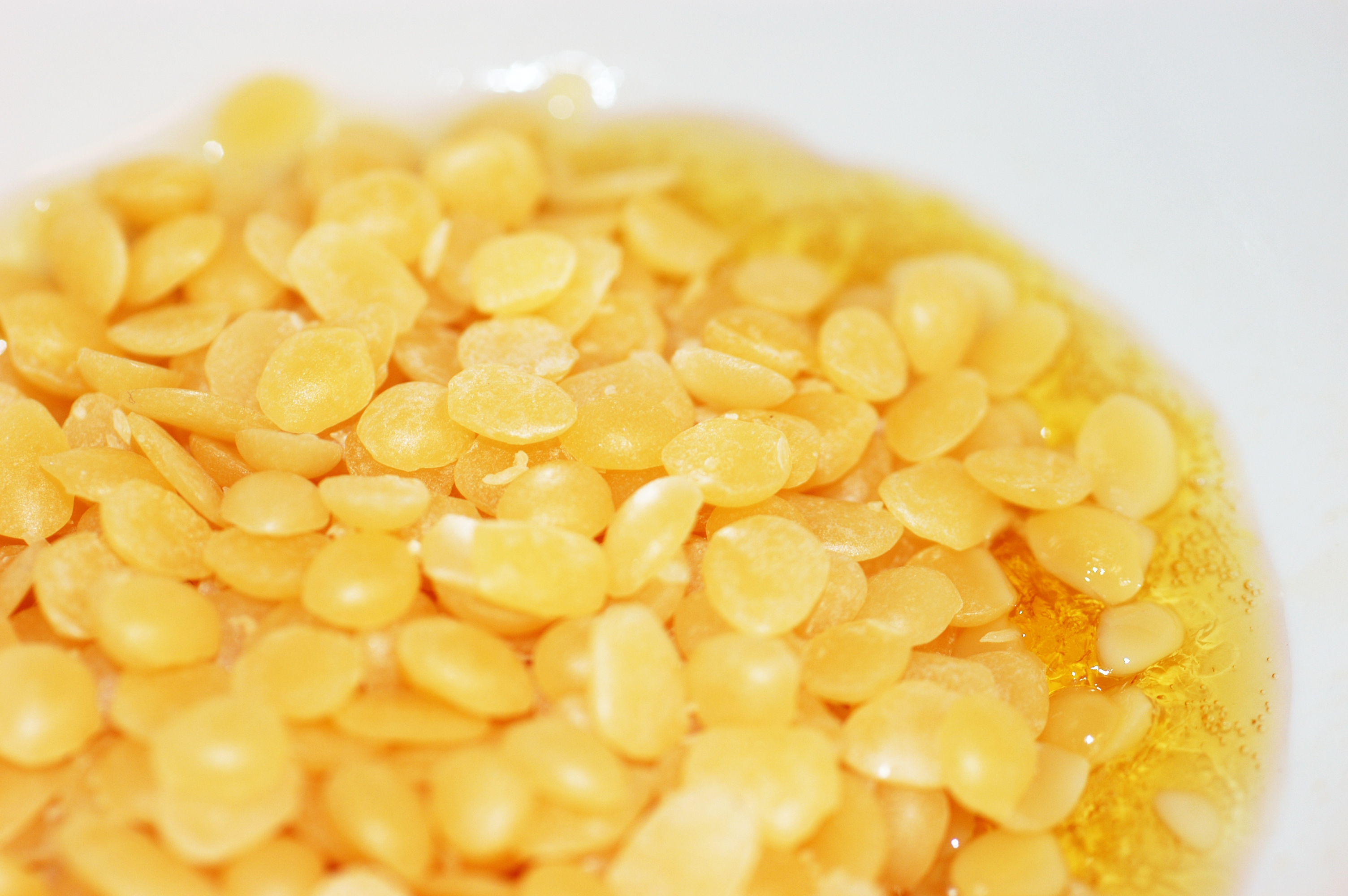
펠릿 형태로 정제된 밀랍

밀랍은 다양한 공급업체가 존재하여 진품과 가품을 구별하기 어렵기 때문에 시장에서 어려움을 겪고 있다. 불순물이 혼입된 밀랍에는 종종 파라핀과 기타 독성 첨가물이 포함되어 있어 잠재적인 건강 위험을 초래하며, 순수 밀랍의 진짜 벌꿀 향이 부족하다.
의약품 등급의 순수 밀랍은 화장품, 제약 및 식품 산업 등에서 사용하기 위해 펠릿 형태로 유통된다.

## 생산
| 국가          | 톤     |
| ------------- | ------ |
| 인도          | 23,716 |
| 에티오피아    | 5,339  |
| 아르헨티나    | 4,970  |
| 튀르키예      | 3,765  |
| 대한민국      | 3,758  |
| 세계          | 62,116 |
| 출처: FAOSTAT |        |

2020년 세계 밀랍 생산량은 62,116 미터톤으로, 인도가 전체의 38%를 차지하며 선두를 달렸다.

## 용도
양초 제작에는 오랫동안 밀랍이 사용되어 왔으며, 밀랍은 잘 타고 깨끗하게 연소되어 전통적으로 부활초 또는 "이스터 캔들" 제작에 사용되었다. 밀랍 양초는 다른 왁스 양초보다 밝고 오래 타며, 구부러지지 않고 더 깨끗하게 연소되어 우수하다고 알려져 있다. 또한 로마 가톨릭교회의 전례에 사용되는 다른 양초를 만드는 데에도 권장된다. 밀랍은 동방 정교회에서도 선호하는 양초 성분이다.
정제된 밀랍은 유화에서 유화 물감의 결합제로, 유성 페인트의 안정제로 중요하게 사용되어 그림에 질감을 더한다.
밀랍은 수술 중 뼈 표면의 출혈을 조절하는 데 사용되는 수술용 골왁스의 성분이다. 구두약과 가구 광택제 모두 밀랍을 성분으로 사용할 수 있으며, 테레빈유에 녹이거나 아마인유 또는 동유와 혼합할 수 있다. 모델링 왁스도 밀랍을 성분으로 사용할 수 있다. 순수 밀랍은 유기농 서핑보드 왁스로도 사용할 수 있다. 소나무 송진과 혼합된 밀랍은 왁싱에 사용되며, 스퀴즈박스 내부에 리드 플레이트를 부착하는 접착제로 사용할 수 있다. 또한 칼 손잡이를 붙이는 데 사용되는 접착제인 Cutler's resin을 만드는 데에도 사용될 수 있다. 동유럽에서는 달걀 장식에 사용된다. 바틱 달걀(예: 피산키)에 저항염색을 통해 그림을 그리는 데 사용되며, 구슬 달걀을 만드는 데에도 사용된다.
밀랍은 타악기 연주자들이 탬버린에 엄지 롤을 위한 표면을 만드는 데 사용한다. 또한 다른 폴리머 바인더 재료와 함께 금속 사출 성형 바인더 구성 요소로도 사용될 수 있다.

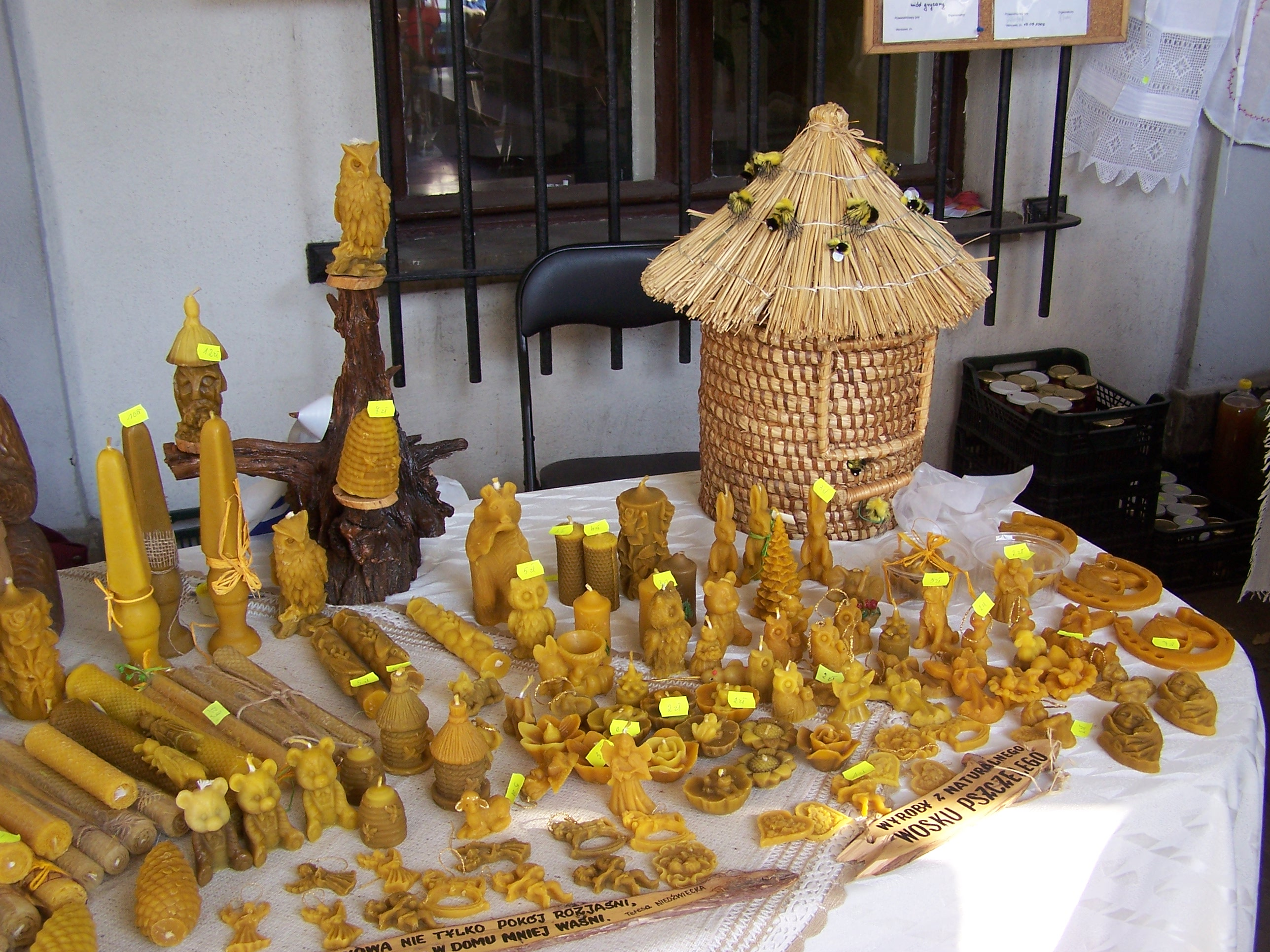
밀랍 양초와 인형

밀랍은 이전에는 축음기 원통 제조에 사용되었다. 또한 정식 법적 문서나 왕실 칙령, 대학원 학위 취득 시 대학의 수상 인장 인증과 같은 학술 양피지를 봉인하는 데 여전히 사용될 수 있다.
정제되고 표백된 밀랍은 식품, 화장품 및 의약품 생산에 사용된다. 밀랍 제품의 세 가지 주요 유형은 노란색, 흰색, 그리고 밀랍 앱솔루트이다. 노란색 밀랍은 벌집에서 얻은 원료 제품이며, 흰색 밀랍은 표백 또는 여과된 노란색 밀랍이고, 밀랍 앱솔루트는 알코올로 처리된 노란색 밀랍이다. 식품 준비에서 치즈 코팅으로 사용되는데, 공기를 차단하여 부패(곰팡이 성장)를 방지한다. 밀랍은 식품 첨가제 E901로 소량 사용되어 코팅제 역할을 하여 수분 손실을 방지하거나 일부 과일의 표면 보호를 제공하는 데 사용될 수 있다. 연질 젤라틴 캡슐과 정제 코팅에도 E901이 사용될 수 있다. 밀랍은 천연 껌의 일반적인 성분이기도 하다. 밀랍의 왁스 모노에스터는 인간 및 기타 포유류의 장에서 가수분해가 잘 되지 않아 영양 가치가 미미하다. 벌꿀길잡이새류와 같은 일부 조류는 밀랍을 소화할 수 있다. 밀랍은 잔벌꿀나방 애벌레의 주식이다.
피부 관리 및 화장품에 밀랍 사용이 증가하고 있다. 독일의 한 연구에 따르면 밀랍은 프로토콜에 따라 사용될 때 유사한 장벽 크림(일반적으로 석유 젤리와 같은 광물유 기반 크림)보다 우수하다는 것을 발견했다.
밀랍은 립밤, 립글로스, 핸드 크림, 연고 및 보습제에 사용되며, 아이섀도우, 블러셔, 아이라이너와 같은 화장품에도 사용된다. 밀랍은 또한 콧수염 왁스 및 헤어 포마드의 중요한 성분으로, 머리카락을 매끈하고 윤기 있게 보이게 한다.
기름 유출 통제에서는 밀랍을 가공하여 석유 정화 제품 (PRP)을 만든다. 이는 물에서 기름이나 석유 기반 오염 물질을 흡수하는 데 사용된다.

## 역사적 용도

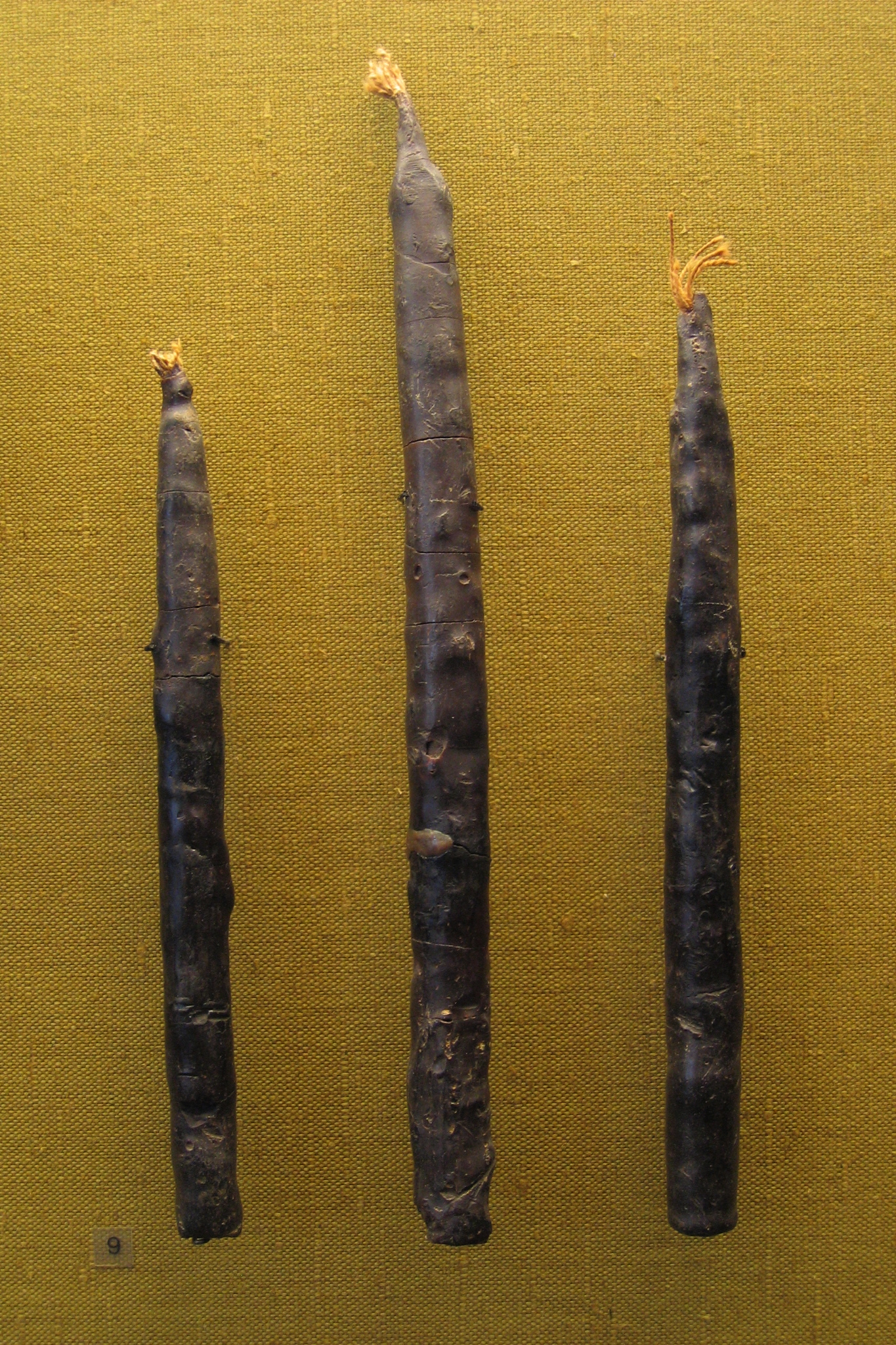
밀랍 양초, 알레만니 공동묘지 (오버플라흐트, 독일), 기원후 6/7세기

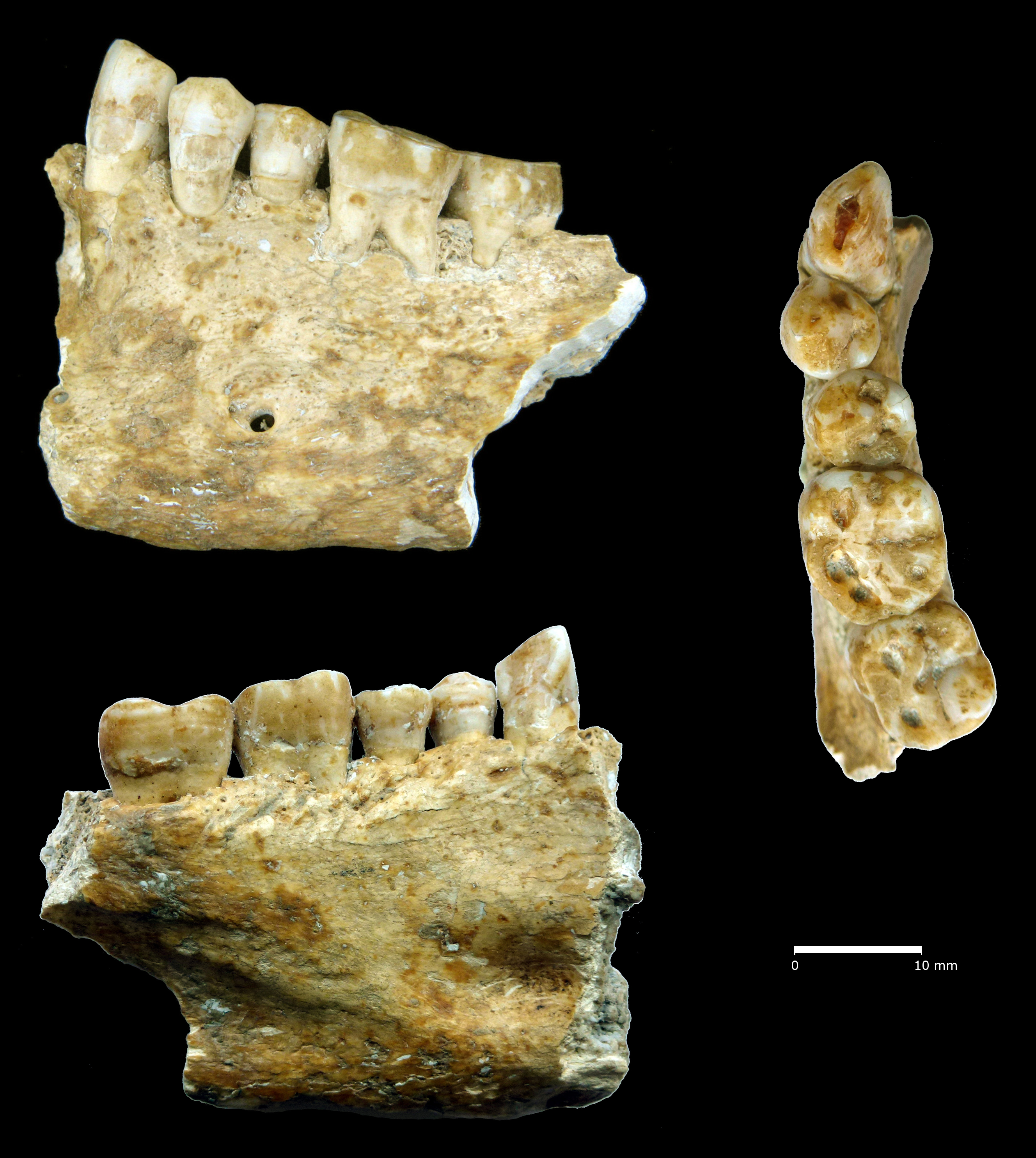
신석기 시대 사람의 치아에 사용된 밀랍 치과 충전재

밀랍은 구타페르카, 뿔, 거북껍질, 셀락과 같은 다른 천연 폴리머와 함께 최초로 사용된 플라스틱 중 하나였다. 수천 년 동안 밀랍은 다양한 용도로 사용되어 왔으며, 이집트 무덤, 난파된 바이킹 배, 로마 유적에서 발견되었다. 밀랍은 결코 상하지 않으며 가열하여 재사용할 수 있다. 역사적으로 다음과 같이 사용되었다.
- 양초로 사용 – 알프스 북쪽에서 발견된 가장 오래된 온전한 밀랍 양초는 기원후 6/7세기까지 거슬러 올라가는 알레만니 공동묘지 (오버플라흐트, 독일)에서 발견되었다.
- 화장품 제조에 사용
- 밀랍 주조 공정, 즉 시레 페르뒤(cire perdue)에서 모델링 재료로 사용[26]
- 다양한 필기 목적으로 사용되는 밀랍 서판
- 파이윰 미라 초상화와 같은 유화[27]
- 활 제작자
- 바느질 실, 끈, 신발 끈 등을 강화하고 보존하는 데 사용
- 봉랍의 구성 요소로 사용
- 관악기 리드를 강화하고 갈라짐을 방지하는 데 사용
- 디저리두의 마우스피스와 필리핀 쿠티야피 – 일종의 보트 류트 – 의 프렛을 형성하는 데 사용
- 캡 앤 볼 총기에서 탄알의 밀봉제 또는 윤활유로 사용
- 군용 폭발물인 Torpex를 안정화하는 데 사용 – 석유 기반 제품으로 대체되기 전까지
- 자바 바틱 생산에 사용[28]
- 고대 치과 충전재[29][30]
- 당구대와 빌리아드 테이블의 슬레이트 바닥의 조인트 필러로 사용.

## 같이 보기
- 카나우바 왁스
- 칸델리라 왁스
- 파라핀
- 오조케라이트 (세레신)
- 경랍